# Dnyipropetrovszki terület
A Dnyipropetrovszki terület (ukránul: Дніпропетровська область [Dnyipropetrovszka oblaszty]) közigazgatási egység Ukrajna középső részén. Az ország egyik legfontosabb ipari területe. Közigazgatási székhelye Dnyipro.  Területe 31,91 ezer km², népessége 3,476 millió fő (rangsorban a 2.). 1946. január 22-én hozták létre. Fontosabb városai Dnyipro, Krivij Rih, Kamenszkoje és Nyikopol.

## Földrajz
A terület hossza észak-déli irányban - 130 km, nyugatról keletre - 300 km. Határos északon a Poltavai, a Harkivi, keleten a Donecki, délen a Zaporizzsjai és a Herszoni , nyugaton a Mikolajivi és Kirovohradi területekkel. A területe 31914 km², rangsorban a 2.

## Közigazgatás
A terület közigazgatási székhelye Dnyipro. Címe: 49004 Dnyipro, pr. Kirova 2. A területi adminisztráció vezetője Valentin Reznyicsenko.
Városai és lakosságuk (ezer fő):
- Dnyipro – 968,5
- Krivij Rih – 660,2
- Kamjanszke – 242,6
- Nyikopol – 120,0
- Pavlohrad – 110,5
- Novomoszkovszk – 70,6,
- Zsovtyi Vodi 47,7
- Marhanec – 48,6
- Ordzsonyikidze – 41,6
- Szinelnikove – 31,6
- Persotravenszk – 29,1
- Ternyivka – 29,0
- Vilnohirszk – 23,7

Irányítószám:49000-53000. Telefon: +380-56.

## Gazdaság
2012. évi, átlagos, havi fizetések a Dnyipropetrovszki területen 2346 hrivnya.